# مشبك كهربائي

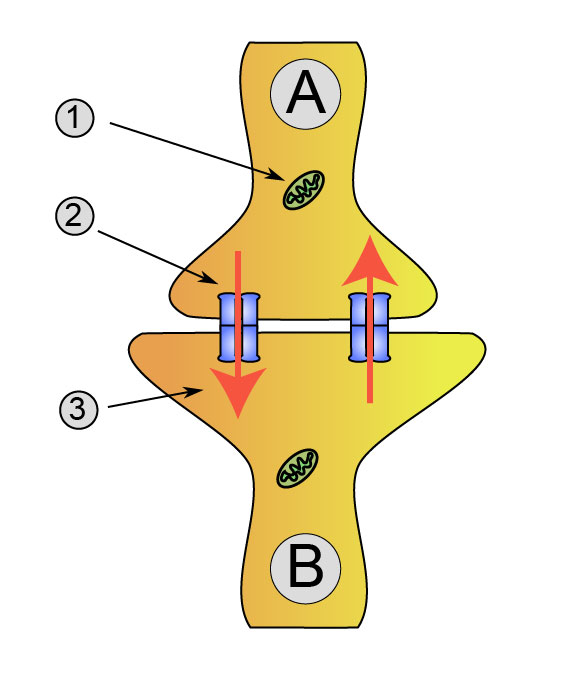
مشبك كهربائي

المشبك الكهربائي موصِل كهربائي وميكانيكي بين خليتين عصبيتين متجاورتين يتشكل في الفضاء الضيق بين العصبون قبل المشبك والعصبون بعد المشبك ولذا سُمي مشبكًا فضويًا، تكون المسافة بين الخليتين المتجاورتين عند المشبك الفضوي 3.8 نانومتر، وهي مسافة قصيرة مقارنة بالمسافة 20-40 الفاصلة بين الخلايا في المشابك الكيميائية. عند الكثير من الحيوانات، تتواجد المشابك الكهربائية والكيميائية معًا.
بالمقارنة مع المشابك الكيميائية، تنقل المشابك الكهربائية الإشارات العصبية بصورة أسرع، وبخلاف المشابك الكيميائية، تفتقر إلى الكسب الكهربائي، أي أن الإشارة التي تصل إلى العصبون بعد المشبك مساوية في الشدة أو أقل شدةً من الإشارة المنطلقة من العصبون الأصل. تنشأ المشابك الكهربائية من الكونكسونات الموجودة في الموصل الفضوي بين عصبونين. توجد المشابك العصبية عادة في الأجهزة العصبية التي تتطلب نقل الإشارة بأسرع ما يمكن، مثل المنعكسات الدفاعية. من السمات المميزة للمشابك الكهربائية أنها في معظم الأحيان ثنائية الاتجاه (تسمح بانتقال الإشارتين العصبية في الاتجاهين).

## التركيب
يحوي كل موصل فضوي (يُسمى أيضًا موصل نكسوس) عددًا من قنوات الموصلات الفضوية التي تعبر الغشاء البلازمي في الخليتين. بلُمْعة قطرها نحو 1.5 إلى 2.0 نانومتر، فتحة قناة الموصل الفضوي واسعة تسمح بمرور الشوارد والجزيئات متوسطة الحجم كجزيئات الإشارة من خلية إلى أخرى، وبذلك تصل بين سيتوبلازما الخليتين. لذا عندما يتغير كمون الغشاء في إحدى الخليتين تتحرك الشوارد من خلية إلى خلية عبرها فتحمل الشحنة الإيجابية وتزيل استقطاب الخلية ما بعد المشبك.
تتكون أقماع الموصل الفضوي من نصفي قناتين تدعيان بالكونكسونات عند الفقاريات، واحدة من كل خلية في المشبك. تتشكل الكونكسونات من تحت وحدتين بروتينيتين بطول 7.5 نانومتر تدعى الواحدة منها كونكسين، يمكن أن تكونا متماثلتين أو مختلفتين قليلًا.
المشبك الذاتي هو مشبك كهربائي (أو كيميائي) يتشكل عندما يشتبك محور الخلية العصبية مع استطالاتها الهيولية.

## التأثيرات
رغم أن هذه المشابك أقلية مميزة بين المشابك الأخرى، توجد في مناطق محددة من جسم الإنسان مثل الوطاء. بساطة هذه المشابك تجعلها سريعة، لكنها قادرة فقط على تأدية سلوكيات بسيطة مقارنةً بالمشابك الكيميائية الأكثر تعقيدًا.
- في الأماكن التي لا تلزم فيها مستقبلات قادرة على التعرف إلى الرُسل الكيميائية، فإن المشابك الكهربائية أسرع في النقل من المشابك الكيميائية، التي تشكل النوع السائد من الموصلات بين العصبونات. من خصائص النقل في المشبك الكيميائي التأخير المشبكي، أظهرت التسجيلات من المشابك عند الحبار والموصلات العصبية العضلية عند الضفدع تأخيرًا قدره 0.5-0.4 ميلي ثانية، بينما يحدث النقل في المشبك الكهربائي بلا أي تأخير تقريبًا. ولكن التغيرات في السرعة بين المشبك الكيميائي والمشبك الكهربائي أكثر أهمية عند الحيوانات ذوات الدم البارد مقارنةً بالثدييات.
- لأن المشابك الكهربائية لا تعتمد على النواقل الكيميائية، يكون النقل الكهربائي أقل قابلية للتعديل مقارنة بالنقل الكهربائي.
- تكون الاستجابة دومًا مماثلة للإشارة الأصل. فمثلًا، تؤدي إزالة استقطاب الغشاء قبل المشبك دومًا إلى إزالة استقطاب الغشاء بعد المشبك والعكس بالعكس بالنسبة لفرط الاستقطاب.
- الاستجابة في العصبون بعد المشبك في العموم أصغر في السعة من المصدر. وسبب خفوت السعة مقاومة الغشاء قبل المشبك والغشاء بعد المشبك.
- تُلاحظ التغيرات طويلة الأمد في المشابك الكهربائية. فمثلًا، تُشاهد التغيرات في المشابك الكهربائية في شبكية العين خلال التكيف مع الضوء والتكيف مع الظلام.[9]

السرعة النسبية للنقل في المشابك الكهربائية تسمح أيضًا للكثير من العصبونات بإطلاق الإشارة على نحو متزامن. وبسبب سرعة النقل، توجد المشابك الكهربائية في آليات الهروب وفي عمليات أخرى تتطلب السرعة، مثل الاستجابة للخطر عند أرنب البحر، الذي يطلق كميات كبيرة من الحبر بسرعة لشل رؤية الأعداء.
يمكن للتيار الشاردي أن ينتقل في الاتجاهين عبر هذا النوع من المشابك. ومع ذلك، بعض الموصلات الكهربائية، التي تسمى الموصلات المُصحِحة وتحتوي على قنوات أيونية معتمدة على الفولتية، تنفتح استجابةً لإزالة استقطاب الغشاء الخلوي في محور عصبي، وتمنع التيار من الانتقال في أحد الاتجاهين. يمكن أن تنغلق بعض القنوات استجابةً لارتفاع تركيز شوارد الكالسيوم أو شوارد الهيدروجين، لمنع انتقال الضرر من خلية إلى أخرى.